# Le Piège (Miró)
Pour les articles homonymes, voir Le Piège.
Le Piège est un tableau réalisé par le peintre espagnol Joan Miró en 1924. Cette toile exécutée à l'huile, au fusain et à la mine de plomb représente une créature hybride sur une plage où l'on relève également un lièvre, un oiseau et un citron. Elle est conservée dans une collection particulière, à Paris.

## Expositions
- Miró : La couleur de mes rêves, Grand Palais, Paris, 2018-2019 — n°13.